# Республика (партия, Армения)
Партия «Республика» (арм. Հանրապետություն կուսակցություն «Анрапетуцю́н» кусакцутюн) — армянская оппозиционная партия, основанная в 2001 году.

## История
Инициативная группа во главе с бывшим премьер-министром Армении Арамом Завеновичем Саркисяном и бывшим мэром Еревана Альбертом Базеяном состояла в основном из членов Республиканской партии Армении, перешедших в оппозицию к власти. Первое участие в выборах прошло неудачно. В парламентских выборах 2003 года приняла участие в составе блока «Справедливость» (в который вошли Народная партия Армении, партия «Республика», «Национально-демократический союз», Союз «Конституционное право», Национально-демократическая партия, Национально-демократический блок, Демпартия, Социал-демократическая партия (Гнчакян) и Социал-демократическая партия Армении), вторым номером единого списка кандидатов шёл руководитель партии А. Саркисян. Партия отвергла конституционные изменения, предложенные властью, при том что блок «Справедливость» был солгасен участвовать в обсуждении конституционных реформ. На одного из лидеров партии С. Абрамяна в 2006 г. было совершено нападение после того как он выступил с критикой в адрес премьер-министра Армении А. Маргаряна. В парламентских выборах 2007 года партия «Республика» приняла решение участвовать самостоятельно, не отозвавшись на предложение партии «Демократический путь» к ряду партий создать предвыборный блок, и утвердила пропорциональные списки и получила в итоге 22 288 голосов избирателей. По количеству эфирного времени, предоставленного партиям на семи телеканалах Армении, партия не вошла в тройку лидеров, получив 1286 секунд телеэфира. Расходы на выборы не превысили 1 млн драм. Представителя партии заявляли о случаях нарушений в ходе выборов, в частности, даче взяток избирателям и исполизовании маршрутного транспорта. По итогам голосования в уголовно-исправительных учреждениях Армении партия получила 1 голос из 615. После того, как лидер радикального оппозиционного блока «Импичмент» Никол Пашинян начал 16 мая сидячую забастовку на площади «Свобода» в Ереване, к акции присоединился лидер партии А. Саркисян. В 2008 году вошла в коалицию партий «Армянский национальный конгресс» (АНК). Партия приняла участие в выборах 2012 года в составе АНК. Будучи третьим в пропорциональном списке АНК А. Саркисян прошёл в Парламент, но 11 мая объявил об отказе от депутатского мандата, также не исключил возможность выхода своей партии из АНК, уточнив что разногласия начались с весны 2011 г.. Вскоре партия покинула коалицию. 12 декабря 2016 г. три оппозиционные партии — «Светлая Армения», «Гражданский договор» и «Республика» — подписали в Ереване меморандум о совместной политической деятельности, образовав коалицию «Елк». На парламентских выборах 2017 года вторым номером в списке был записан председатель политсовета партии «Республика» А. Саргсян.

## Руководство
- Лидеры партии — Арам Саркисян и Смбат Айвазян;
- Член политсовета — Артак Зейналян;
- Член партии — Абрамян, Сурен Джангирович;
- Бывший член партии — Базеян, Альберт Мушегович.